# Negru Vodă
Negru Vodă (tur.: Karaömer) – miasto w Rumunii w okręgu Konstanca w Dobrudży. Liczy 5566 mieszkańców (2002).